# きまぐれチクタック
「きまぐれチクタック」は、𝒉𝒂𝒓𝕞𝕠𝕖の1枚目のシングル。2021年3月10日にポニーキャニオンから発売された。

## 概要
本作のコンセプトは「不思議の国のアリス」で、収録楽曲の3曲で1つのストーリーを描くかのようなシングルとなっている。
表題曲「きまぐれチクタック」は、テレビ朝日系『お願い!ランキング』の3月度エンディングテーマとして起用された。
通常盤・初回限定盤・きゃにめ盤の3形態でリリースされ、初回限定盤には特典Blu-rayとフルカラーブックレット、きゃにめ盤には特典Blu-rayとフルカラーブックレットに加えて、AR動画付きアクリルスタンドがそれぞれ付属されている。
特典Blu-rayは初回限定盤ときゃにめ盤共通で、「きまぐれチクタック」のミュージックビデオとメイキング映像が収録されている。

## 収録内容
| #         | タイトル                                   | 作詞             | 作曲・編曲    | 時間  |
| --------- | ------------------------------------------ | ---------------- | ------------- | ----- |
| 1.        | 「キュリオシティ・パレット」               | ボンジュール鈴木 | Tomggg        | 3:37  |
| 2.        | 「Wonder girl」                            | KiWi             | Tomggg・ KiWi | 3:38  |
| 3.        | 「きまぐれチクタック」                     | ボンジュール鈴木 | Tomggg        | 4:29  |
| 4.        | 「キュリオシティ・パレット」(Instrumental) |                  |               | 3:37  |
| 5.        | 「Wonder girl」(Instrumental)              |                  |               | 3:39  |
| 6.        | 「きまぐれチクタック」(Instrumental)       |                  |               | 4:28  |
| 合計時間: | 合計時間:                                  | 合計時間:        | 合計時間:     | 23:28 |

| #  | タイトル                            | 作詞 | 作曲・編曲 |
| -- | ----------------------------------- | ---- | ---------- |
| 1. | 「きまぐれチクタック」(Music Video) |      |            |
| 2. | 「きまぐれチクタック」(Making)      |      |            |